# Gut Radau
Gut Radau ist eine Bauerschaft mit etwa 15 Wohnhäusern und einem Gutshof, die zur Stadt Bad Harzburg im Landkreis Goslar gehört und nach dem Fluss Radau, der westlich der Ortslage in nördlicher Richtung vorbeifließt, benannt ist. Verwaltungstechnisch gehört Gut Radau zum nordöstlich gelegenen Stadtteil Bettingerode.

## Geschichte
Die Geschichte des Gutes Radau ist eng mit den Güdecken (=„Gütischen“, von Landgut) verbunden, eine Reihe an Feldern, die aus der Urbarmachung des Harlingeröder Bruches entstanden. Das Harlingeröder Bruch oder Herlingeröder Brook war ein Feuchtgebiet, das sich vom Ostrand des Langenbergs bis zur Goslar–Halberstädtischen Heerstraße nördlich von Gut Radau erstreckte und die Ostgrenze der Gemarkungen zwischen Harlingerode, Bettingerode und Schlewecke bildete. Es wurde erstmals in einer Urkunde im Jahre 1251 erwähnt; hiernach gibt Graf Heinrich der Ältere von Wöltingerode dem Goslarer Domstift das Waldstück gegen ein Entgelt. Hierbei handelte es sich um einen Handel, der zur Deckung der Reisekosten im Dritten Kreuzzug diente. Die vollständige Übertragung des Bruchs an den Domstift erfolgte 1281.
Der Ostteil des Bruchs wurde bis etwa 1350 gerodet. Allerdings zeigt eine Rechnung, dass nicht alle Hufen bei Harlingerode geblieben sind. Das Gut Radau existiert demnach mindestens seit dem Spätmittelalter, auf jeden Fall ist seine Existenz seit dem Jahr 1386 gesichert. Ein herzoglicher „Schap-Hof“ wird für 1484 genannt, der im 16. Jahrhundert zum Unteren Amtsvorwerk des Amtes Harzburg wurde. Auf einer Karte aus dem Jahr 1659 ist zudem der Name „Neuenhof“ bezeugt. Das Gut wurde im Jahre 1860 privatisiert und trug fortan den Namen Gut Radau.
Während des Zweiten Weltkriegs wurden auf dem Gut Radau polnische Zwangsarbeiter eingesetzt.
Anfang der 1970er-Jahre wurde unmittelbar östlich von Gut Radau die vierspurige Bundesstraße 4 gebaut, welche zum 1. Januar 1975 zur Bundesautobahn 395 (heute: Bundesautobahn 369) aufgestuft wurde. In diesem Zuge wurde die alte Bundesstraße 4, an der das Gut Radau lag, zur Gemeindestraße heruntergestuft. Bis 1982 wurde der Weiler schließlich mit der Errichtung des Bad Harzburger Dreiecks und der vierspurigen Bundesstraße 6 auch von Süden abgeschnitten, einzig eine Brücke verbindet das Gut seitdem mit Mathildenhütte.
2004 gründete das Klostergut Bündheim im Ort die „Harzland GbR“, dessen Hofstelle in Gut Radau eingerichtet wurde.

## Geographie
Nördlich von Gut Radau befindet sich ein Auwald mit etwa einem Dutzend Teichen, die sich entlang der Radau in Nord-Süd-Richtung auf zweieinhalb Kilometern Länge erstrecken und bis zu zweihundert Meter Breite erreichen. Einige hundert Meter westlich von Gut Radau befindet sich das Gewerbegebiet Bad Harzburg-Nord.
Der Ort ist in zwei Teile aufgeteilt: Die südliche Hauptdomäne Gut Radau befindet sich in einer Senke östlich der Radau, die unmittelbar an das Bad Harzburger Dreieck angrenzt. Südöstlich der Teiche an der K 40 liegt die Radaumühle zwischen der Radau und einem rechten Zufluss, dem Hüttenbach.

### Nachbarorte
Angabe in Luftlinie vom Ortskern aus:
- Radauanger – 0,75 km westsüdwestlich
- Westerode – 1,2 km südöstlich
- Schlewecke – 1,5 km südsüdwestlich
- Bettingerode – 1,5 km ostnordöstlich
- Harlingerode – 2 km westsüdwestlich

## Verkehrsanbindung
Unmittelbar östlich verläuft die A 369; ihr südliches Ende, das Bad Harzburger Dreieck, kesselt Gut Radau im Osten und Süden ein und dient hier als Verknüpfungspunkt zu den Bundesstraßen 4 und 6.
Über einen Abzweig der K 30 ist die Ortslage aus Richtung Süden zu erreichen. Eine weitere ausgeschilderte Zufahrt aus Richtung Norden zweigt von der K 46 zwischen Harlingerode im Westen und Bettingerode im Osten ab, an die auch die Bundesstraße 6 angebunden ist.

## Persönlichkeiten
- Hermann Henrich Meier (1809–1898), residierte hier
- Friedrich-Gustav Bernhard (1888–1945), wurde hier geboren

## Galerie

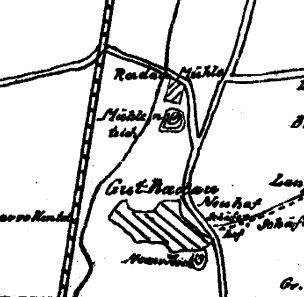
Gut Radau im Jahre 1910
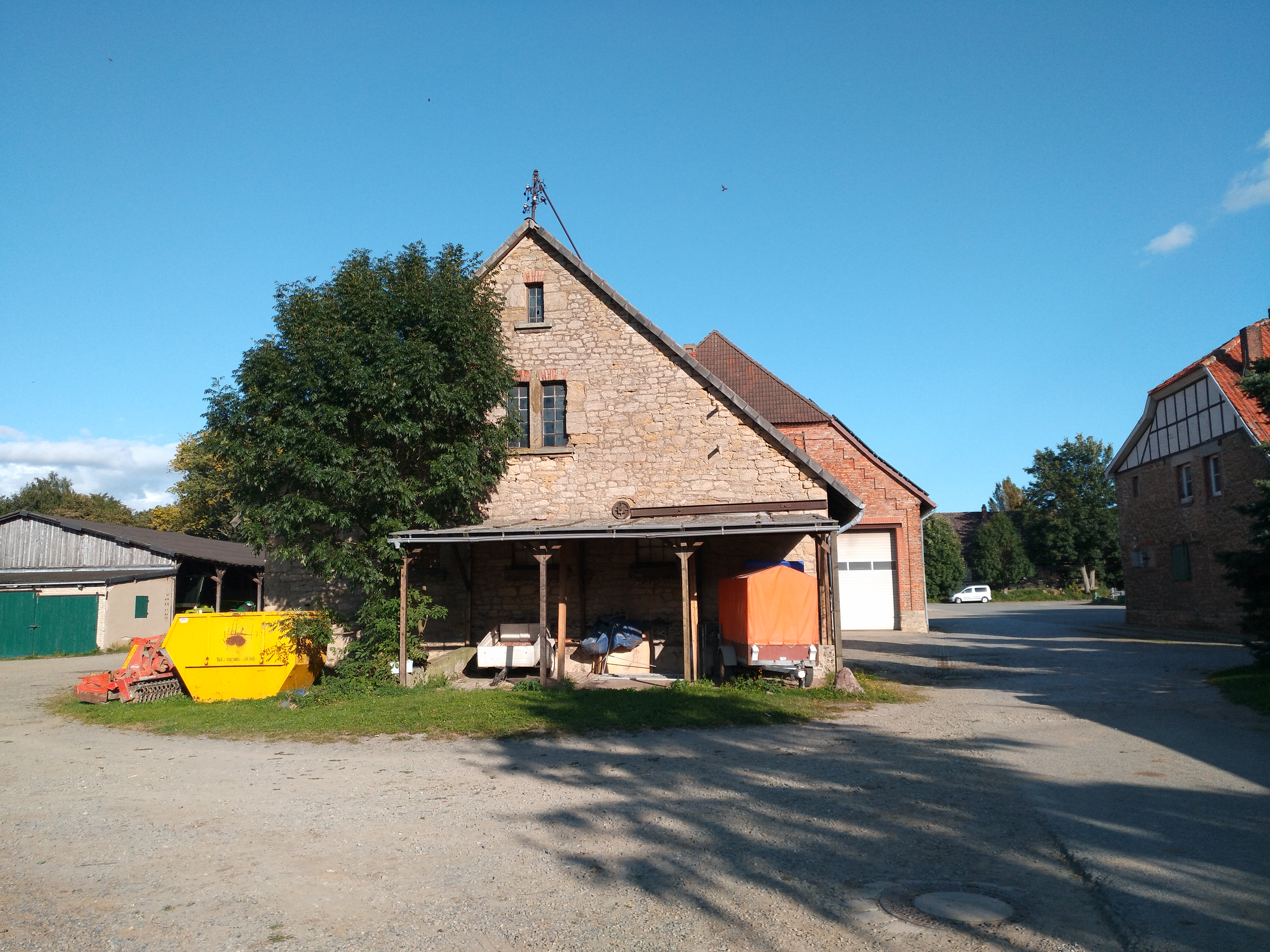
Gutshof des Gutes Radau